# Liste der südafrikanischen Botschafter in Argentinien
Bis 1980 war der Botschafter in Buenos Aires regelmäßig auch in Santiago de Chile und La Paz akkreditiert.

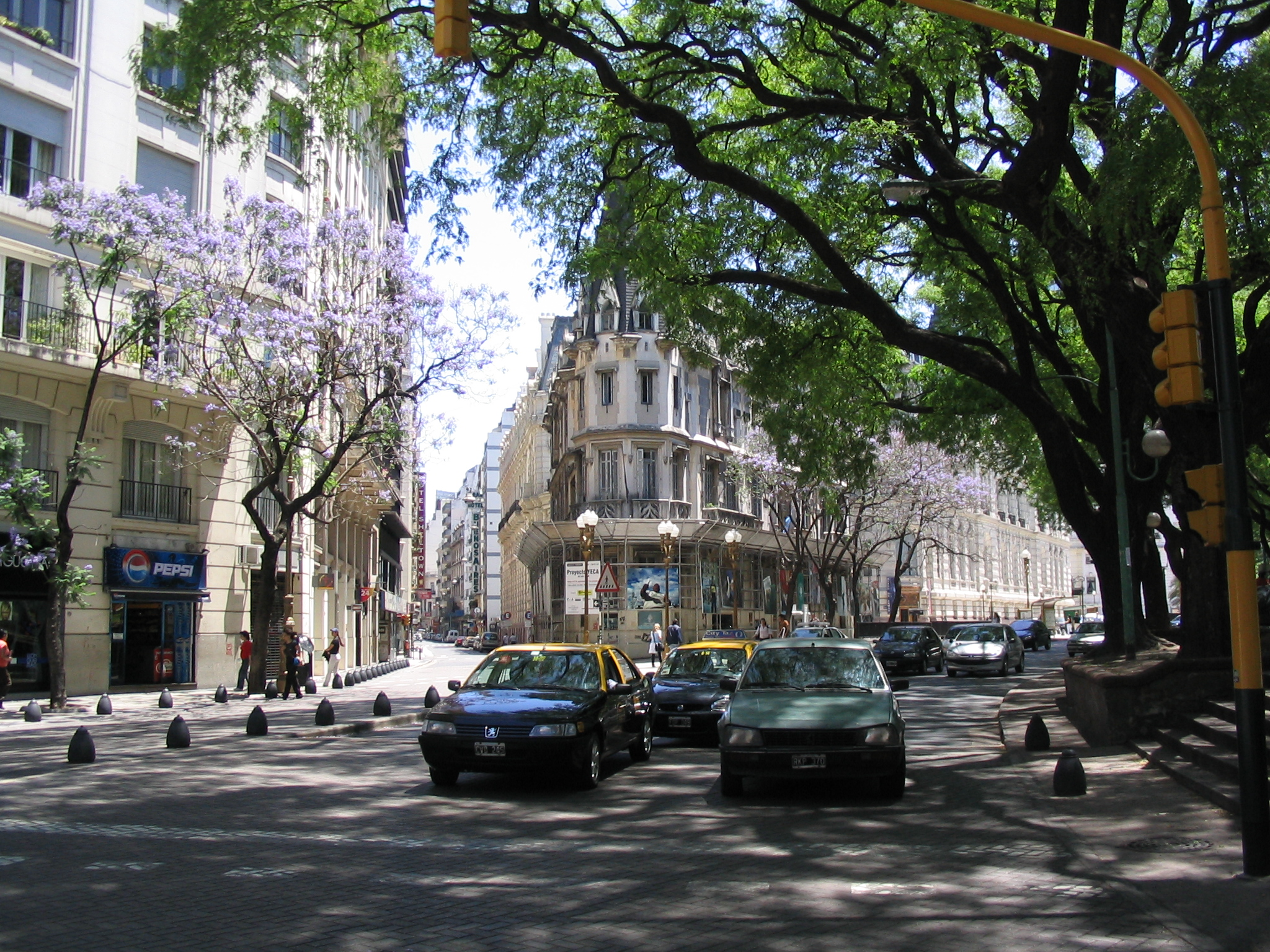
Die Botschaft befindet sich in der Avenida Marcelo T de Alvear 590 in Buenos Aires.

| Ernennung Akkreditierung | Botschafter                        | Bemerkung | Regierung in Südafrika      | akkreditiert bei der Regierung | Posten verlassen |
| ------------------------ | ---------------------------------- | --- | --------------------------- | ------------------------------ | ---------------- |
| 16. Feb. 1938            | Alwyn Zoutendyk                    | Generalkonsul | James Barry Munnick Hertzog | Roberto María Ortiz            | 15. Feb. 1948    |
| 14. Mai 1948             | Stephanus François du Toit         | (* 1897). After working for Reuters, he joined government service in 1920. During his career he was Ambassador to France, Italy and Portugal, as well as Minister to Sweden, Uruguay and Chile.              | Daniel François Malan       | Juan Perón                     | 28. Sep. 1951    |
| 29. Sep. 1951            | Eugene Kevin Scallan               | | Daniel François Malan       | Juan Perón                     | 3. Jan. 1954     |
| 25. Feb. 1954            | William Henry Evered Poole         | | Johannes Gerhardus Strijdom | Juan Perón                     | 29. Okt. 1960    |
| 29. Dez. 1960            | Johan Christiaan Holm Maree        | [ 3 ] | Hendrik Frensch Verwoerd    | Arturo Frondizi                | 12. Juni 1965    |
| 17. Juli 1965            | Robert Harrower Coaton             | | Hendrik Frensch Verwoerd    | Arturo Umberto Illia           | 12. Aug. 1970    |
| 26. Aug. 1970            | Robert Abraham Du Plooy            | | Balthazar Johannes Vorster  | Roberto Marcelo Levingston     | 1974             |
| 1976                     | Hendrik Albertus Geldenhuys        | Hendryk Albertus Geldenhuys | Balthazar Johannes Vorster  | Jorge Rafael Videla            | 1978             |
| 1980                     | John J. Farrell                    | Geschäftsträger | Marais Viljoen              | Jorge Rafael Videla            |                  |
| 1980                     | Francis David Tothill              | | Marais Viljoen              | Jorge Rafael Videla            | 1984             |
| 1986                     |                                    | Es necesaria la ampliación de los derechos políticos y económicos a toda la población sudafricana de color que vive marginada, no se le ha otorgado placet a un nuevo embajador sudafricano en Buenos Aires. | Pieter Willem Botha         | Raúl Alfonsín                  |                  |
| 1. Jan. 1989             | Pieter Roelof (Pierre) Dietrichsen | | Frederik Willem de Klerk    | Raúl Alfonsín                  |                  |
| 1993                     | Vaughan Charles Richard Dewing     | Sitz Montevideo | Frederik Willem de Klerk    | Carlos Menem                   |                  |
| 2002                     | J. W. van Wyk                      | Geschäftsträger | Thabo Mbeki                 | Eduardo Duhalde                |                  |
| 2004                     | Mlungis Washington Makalima        | | Thabo Mbeki                 | Néstor Kirchner                | 15. Juni 2005    |
| 15. Juni 2005            | Peter Goosen                       | | Thabo Mbeki                 | Néstor Kirchner                |                  |
| 3. Aug. 2009             | Tony Leon                          | | Jacob Zuma                  | Cristina Fernández de Kirchner | 2012             |
| 3. Juli 2012             | Zenani Mandela-Dlamini             | (* 1959) S.A.R. Princesa | Jacob Zuma                  | Cristina Fernández de Kirchner |                  |